# 八代亜紀いい歌いい話
『八代亜紀いい歌いい話』（やしろあきいいうたいいはなし）は、2019年（平成31年）4月4日から2024年（令和6年）3月28日までBS11で毎週木曜日の20:00 - 20:57（JST）に放送されていた演歌・歌謡曲がメインの音楽・歌番組である。

## 出演者
- 八代亜紀（メインMC）
- 福田こうへい（サブMC、2022年10月6日 - 最終回まで）

## 概要
歌手の八代亜紀が毎回ゲストと共に楽しい歌とトークを繰り広げる。画家としても有名な八代亜紀のアトリエに見立てたセットから八代節独特の歌とトークの楽しい時間。VTRコーナーも充実しているハートフル音楽バラエティ番組。
八代亜紀のテレビに於ける初にして唯一の冠番組かつ、八代がテレビの音楽番組で唯一、司会を担当した番組である。
当初は八代1人で番組を進行していたが、2022年（令和4年）10月6日放送分より新たにサブMCとして福田こうへいが番組レギュラーに加わった。

## 八代の逝去と番組の終焉
2023年12月30日に八代が膠原病などの闘病中に死去したことを受け、2月1日から3月28日の9週間をかけて追悼の特集を行った。このうち2月1日は『八代亜紀いい歌いい話 ～追悼 八代亜紀さん〝 もう一度逢いたい〟～』と題し、生前の八代の半生を描いたドキュメンタリー、2月8日から3月21日は過去に放送された番組の中から8作品を選んでの『ありがとう！八代亜紀さん 傑作選』、3月28日には番組最終回として18時から3時間に時間枠を拡大しての生放送で、『ありがとう！八代亜紀さん！３時間スペシャル』がそれぞれ放映され、5年の放送に幕を降ろした。

## コーナー
歌に人生あり
毎週テーマを設けてゲストと共に名曲の裏側に隠れた物語を紹介する。
ゲストとのトークや歌
ゲストと八代亜紀との楽しいトークや、ゲストの思い出の曲を八代亜紀が熱唱するコーナー
一節コーナー
その回のテーマに則した曲をピップアップし、八代亜紀とゲストが即興でバンドと一節ずつ曲を歌うコーナー
VTR企画「歌の贈りもの」
毎回、八代亜紀が様々な分野で活躍している人物を訪ね、その人物の"人生で思い出の歌"を、ギター1本をバックに八代亜紀が歌ってプレゼントするコーナー
八代亜紀の絵画紹介コーナー
芸術家としても活躍する八代亜紀が描いた絵画を紹介するコーナー

## 放送リスト
| 回数                                          | 放送日         | ゲスト①        | ゲスト②      | ゲスト③          |
| --------------------------------------------- | -------------- | -------------- | ------------ | ---------------- |
| 1                                             | 2019年4月4日   | 伊東四朗       | 森昌子       | ＼               |
| 2                                             | 2019年4月11日  | 由美かおる     | 千昌夫       | ＼               |
| 3                                             | 2019年4月18日  | 草野満代       | 藤あや子     | ＼               |
| 4★4月の総集編                                 | 2019年4月25日  | ＼             | ＼           | ＼               |
| 5                                             | 2019年5月2日   | 阿川佐和子     | 瀬川瑛子     | ＼               |
| 6                                             | 2019年5月9日   | 宮本隆治       | 香西かおり   | ＼               |
| 7                                             | 2019年5月16日  | 里見浩太朗     | 川中美幸     | ＼               |
| 8★5月の総集編                                 | 2019年5月23日  | ＼             | ＼           | ＼               |
| 9☆新潟スペシャル                              | 2019年5月30日  | 新田純一       | 美川憲一     | ＼               |
| 10                                            | 2019年6月6日   | 林家正蔵       | 伍代夏子     | ＼               |
| 11                                            | 2019年6月13日  | 小倉智昭       | 美川憲一     | ＼               |
| 12                                            | 2019年6月20日  | 中村メイコ     | 新沼謙治     | ＼               |
| 13★6月の総集編                                | 2019年6月27日  | みやぞん       | ＼           | ＼               |
| 14                                            | 2019年7月4日   | 小林旭         | ＼           | ＼               |
| 15                                            | 2019年7月11日  | 吉幾三         | ＼           | ＼               |
| 16                                            | 2019年7月18日  | 大和田伸也     | 長山洋子     | 高橋竹山 (2代目) |
| 17★7月の総集編                                | 2019年7月25日  | ＼             | ＼           | ＼               |
| 18                                            | 2019年8月1日   | 高橋英樹       | 神野美伽     | ＼               |
| 19                                            | 2019年8月15日  | 橋幸夫         | 金児憲史     | 椎名佐千子       |
| 20                                            | 2019年8月22日  | 片岡鶴太郎     | 大月みやこ   | ＼               |
| 21★8月の総集編                                | 2019年8月29日  | ＼             | ＼           | ＼               |
| 22                                            | 2019年9月5日   | 高畑淳子       | 菅原洋一     | 北村英治         |
| 23                                            | 2019年9月12日  | 細川たかし     | 杜このみ     | 彩青             |
| 24                                            | 2019年9月19日  | 東海林のり子   | 鳥羽一郎     | ＼               |
| 25★9月の総集編                                | 2019年9月26日  | ＼             | ＼           | ＼               |
| 26☆山梨スペシャル                             | 2019年10月3日  | 新田純一       | ＼           | ＼               |
| 27                                            | 2019年10月10日 | 神田正輝       | 金児憲史     | 弦哲也           |
| 28                                            | 2019年10月17日 | 勝野洋         | 園まり       | ＼               |
| 29                                            | 2019年10月24日 | 中条きよし     | 竹下景子     | 増位山太志郎     |
| 30★10月の総集編                               | 2019年10月31日 | ＼             | ＼           | ＼               |
| 31                                            | 2019年11月7日  | 山本陽子       | 中村美律子   | ＼               |
| 32                                            | 2019年11月14日 | 渡辺えり       | 山川豊       | ＼               |
| 33                                            | 2019年11月21日 | 山本譲二       | 城之内早苗   | ＼               |
| 33★11月の総集編                               | 2019年11月28日 | ＼             | ＼           | ＼               |
| 34                                            | 2019年12月5日  | アントニオ古賀 | 大川栄策     | ＼               |
| 35                                            | 2019年12月12日 | 海援隊         | ＼           | ＼               |
| 36                                            | 2019年12月19日 | 奈美悦子       | 堀内孝雄     | ＼               |
| 37★12月の総集編                               | 2019年12月26日 | ＼             | ＼           | ＼               |
| 38☆新春！八代亜紀50周年メドレー               | 2020年1月2日   | 日野皓正       | 弦哲也       | ＼               |
| 39                                            | 2020年1月9日   | 村上弘明       | 福田こうへい | ＼               |
| 40                                            | 2020年1月16日  | 岡千秋         | 原田悠里     | ＼               |
| 41☆八代亜紀コンサートwithモンゴル歌舞団・前編 | 2020年1月23日  | ＼             | ＼           | ＼               |
| 42☆八代亜紀コンサートwithモンゴル歌舞団・後編 | 2020年1月30日  | ＼             | ＼           | ＼               |